# Irwin Collier
Irwin L. Collier, Jr. (* 14. August 1951 in Flint, Michigan) ist ein US-amerikanischer Wirtschaftswissenschaftler.

## Leben
Collier studierte an der Yale University, wo er 1974 seinen B.A. in Wirtschaftswissenschaften erhielt. 1984 erlangte er den Doktorgrad des Ph.D. am Massachusetts Institute of Technology. Ab 1981 war er Assistant Professor und ab 1989 Associate Professor an der University of Houston. Von 1994 bis 2018 war Collier Professor an der Freien Universität Berlin am John-F.-Kennedy-Institut für Nordamerikastudien in der Abteilung Wirtschaft, die er seit 2008 leitete. Sein Forschungsprojekt zum Thema The Origin of the Graduate Canon in the United States wurde vom Institute for New Economic Thinking gefördert. Seit 2018 lehrt er an der Privatuniversität Bard College Berlin.
Von 1981 bis 1988 war Collier Volkswagen International Fellow am Bundesinstitut für ostwissenschaftliche und internationale Studien. Von 1982 bis 1983 war er zudem Berater bei der Weltbank.
Lehr- und Forschungsaufenthalte führten ihn u. a. an das Institute for Advanced Study in Princeton sowie an die Seoul National University in Südkorea.

## Mitgliedschaften
Collier ist Mitglied im Verein für Socialpolitik, in der International Association for Research in Income and Wealth und in der American Economic Association.